# Canadian Vickers
Canadian Vickers (aussi connu sous les noms de Canadian Vickers Limited, Vickers Canada Limited, Versatile Vickers inc. et MIL Vickers) était une compagnie de construction d'avions et de navires qui a opéré au Canada pendant la première partie du XXe siècle, jusqu'en 1944.
Il s'agissait d'une filiale de Vickers Limited du Royaume-Uni. Elle a conçu ses propres avions et en a construit d'autres sous licence. Canadair a absorbé les activités de construction d'avions de Canadian Vickers en novembre 1944.

## Construction navale
En 1911, le conglomérat de construction navale et de fabrication d'armes britannique Vickers Sons & Maxim a été invité par le gouvernement du Canada à établir une division canadienne pour fabriquer des navires pour la Marine royale canadienne naissante. Vickers Sons & Maxim a accepté l'invitation du gouvernement canadien, a créé la Canadian Vickers Limited et a construit le chantier naval Maisonville à Viauville (aujourd'hui l'arrondissement Mercier-Hochelaga-Maisonneuve) à l'extrémité est de Montréal près du boulevard Viau et la rue Notre-Dame Est.
Aujourd'hui, les anciens bâtiments des chantiers navals ont été remplacés par des silos à grains et d'autres installations portuaires détenues par le port de Montréal.
Pendant la Première Guerre mondiale, le chantier naval a construit des sous-marins de type Holland 602 pour les marines britannique et italienne. Ces sous-marins étaient connus comme les sous-marins de la Classe H dans la Royal Navy :
- HMS H1 lancé en mai 1915 ;
- HMS H2 lancé en juin 1915 ;
- HMS H3 lancé en juin 1915, miné et coulé en juillet 1916 ;
- HMS H4 lancé en juin 1915 ;
- HMS H5 lancé en juin 1915, coulé en mars 1918 ;
- HMS H6 lancé en juin 1915, acheté par la marine néerlandaise en janvier 1916 ;
- HMS H7 lancé en juin 1915 ;
- HMS H8 lancé en juin 1915 ;
- HMS H9 lancé en juin 1915 ;
- HMS H10 lancé en juin 1915, disparu en 1918.

Le chantier naval a construit de nombreux navires civils et militaires canadiens, incluant :
- Dragueur de mines de la Classe Bangor utilisé lors de la Seconde Guerre mondiale
  - NCSM Drummondville (J253)
  - NCSM Grandmère (J258)
  - NCSM Medicine Hat (J256)
  - NCSM Red Deer (J255)
  - NCSM Swift Current (J254)
  - NCSM Thunder (J156)
  - NCSM Vegreville (J257)

- Classe Saint-Laurent (destroyer) (en)
  - HMCS St. Laurent (DDH 205) (en)
  - HMCS Ottawa (DDH 229) (en)

- Classe Restigouche (destroyer) (en)
  - HMCS Restigouche (DDE 257) (en)
  - HMCS Mackenzie (DDE 261) (en)

- Brise-glace de la Garde côtière canadienne
  - CCGS Louis S. St-Laurent (en)
  - CCGS Simcoe (en)

Canadian Vickers a également construit des yachts de luxe et des navires qui ont ensuite été convertis en yachts :
- le Bart Roberts, construit en 1963 en tant que brise-glace et converti en yacht en 2001[1] ;
- l'Atlantic Club, yacht à moteur construit en 1967[2] ;
- Christina O, construit en 1943 sous le nom de NCSM Stormont (K327) et converti en yacht en 1954[3]; renommé Christina en 1954, Argo en 1978 avec le nom actuel en 1998.

Canadian Vickers a été vendu en 1926 et racheté par Vickers en 1956. L'entreprise a été renommée Vickers Canada Limited en 1978 après avoir été achetée par des intérêts canadiens, puis elle a été renommée Versatile Vickers Inc, en 1981 et MIL Vickers en 1987 par les derniers propriétaires, Marine Industries. L'entreprise a cessé ses opérations de construction navale en 1988.

## Secteur aérospatial
Canadian Vickers s'est aventuré dans la fabrication d'avions en 1923 quand il a remporté un contrat pour fournir des hydravions Vickers Viking pour les forces aériennes du Canada récemment formées (ces forces aériennes s'appelleront Aviation royale du Canada à partir de 1924). Entre 1923 et 1944, Canadian Vickers a produit plus de 400 avions ; certains avaient été conçus par la compagnie tandis que d'autres avaient été conçus par d'autres compagnies.
En juillet 1941, le gouvernement du Canada a accordé à Canadian Vickers un contrat pour produire l'hydravion PBV-1 Canso (une version de l'hydravion américain Consolidated PBY Catalina) pour l'Aviation royale du Canada (ARC). Plusieurs avions de ce type ont été livrés à la Marine américaine (USN) sous le nom de PBV-1 ; d'autres avions ont été livrés aux Forces aériennes de l'armée des États-Unis (USAAF) sous le nom de OA-10A et ont été utilisés pour du travail de sauvetage.
Pour accélérer la production du Canso, le gouvernement a autorisé la construction d'une nouvelle usine de fabrication à l'aéroport de Cartierville à Ville-Saint-Laurent, à la périphérie nord-ouest de Montréal. Le gouvernement a choisi Canadian Vickers pour gérer l'usine pour son compte. Indépendamment, Boeing a également produit des hydravions Catalina au Canada.
En 1944, des pressions d'affaires ont contraint Canadian Vickers à demander au gouvernement de le relever de ses responsabilités de gestion de l'usine de Cartierville. Ottawa a accepté la demande et a conclu un contrat de gestion avec Canadair Limited, une nouvelle société fondée par un petit groupe d'anciens cadres supérieurs de Canadian Vickers dirigé par Benjamin W. Franklin (aucun rapport avec son célèbre homonyme). Le 4 novembre 1944, Canadair Limited a repris l'exploitation de l'usine. En septembre 1946, Canadair Limited et l'usine de Cartierville ont été acquis par le Chantier naval Electric Boat de Groton du Connecticut.
En 1952, Electric Boat a acheté Vultee Consolidated et a combiné cette compagnie, Canadair, et plusieurs petites entreprises pour former General Dynamics Corporation. General Dynamics est devenu par la suite l'une des plus grandes sociétés aérospatiales américaines. Canadair est resté une filiale de General Dynamics jusqu'en janvier 1976 alors qu'elle a été réacquise par le gouvernement canadien.
En décembre 1986, le gouvernement canadien a vendu Canadair à Bombardier Inc., un conglomérat international basé au Québec. Canadair est la base sur laquelle Bombardier inc. a construit Bombardier Aéronautique.

## Avions conçus par Canadian Vickers
- Canadian Vickers Vancouver (en) (6 unités construites)
- Canadian Vickers Vanessa (en) (1 unité construite)
- Canadian Vickers Varuna (en) (8 unités construites)
- Canadian Vickers Vedette (60 unités construites)
- Canadian Vickers Velos (en) (1 unité construite)
- Canadian Vickers Vigil (en) (1 unité construite)
- Canadian Vickers Vista (en) (1 unité construite)

## Avions produits sous licence
- Vickers Viking IV (en) (6 unités construites)
- Avro 504N (en) (13 unités construites)
- Avro 552 (en) (14 unités construites)
- Curtiss HS-3L (en) (3 unités construites)
- Fairchild FC-2 (en) (11 unités construites)
- Fokker Super Universal (15 unités construites)
- Bellanca Pacemaker (en) (6 unités construites)
- Northrop Delta (3 Mk I et 17 Mk II unités construites) (premier avion entièrement métallique à revêtement travaillant construit au Canada)
- Supermarine Stranraer (40 unités construites)
- Canadian Vickers PBV-1 Canso (en) (30 unités construites par Vickers, 282 construites à l'usine Canadair de Cartierville)

## Autres travaux aéronautiques
- Fairey IIIC (construit pour tenter de traverser l'Atlantique)
- Felixstowe F.3 (construit pour tenter de traverser l'Atlantique)
- Buhl Airsedan (en) (travail d'ingénierie pour l'Ontario Provincial Air Service)
- Handley Page Hampden (fabrication de composantes)
- Dirigeable R100 (réparation)

## Avion non construit
- Canadian Vickers FV Hellcat (en) (programme annulé avant la construction du premier avion)

Pour les avions construits après 1944, ces avions ont été construits sous le nom de Canadair.

## Secteur industriel et militaire (hors aviation)
Dans les années 80, dans un but de diversification de ses activités, Vickers s'est aussi lancé dans la fabrication d'équipements industriels, tel des réacteurs nucléaires CANDU. Quelques uns ont été fabriqués et le dernier réacteur CANDU a quitté l'usine en 1988. De plus, l'entreprise s'est aussi lancé dans la réfection d'équipements militaires de l'armée Canadienne (chars de transport de troupe), de même que dans la fabrication de sections de sous-marins destinés au chantier de Newport News Shipbuilding en Virginie pour l'assemblage de sous-marins de la classe 688 Los Angeles.

## Secteur ferroviaire
Versatile Vickers a utilisé l'ancienne usine de la Canadian Vickers pour construire des voitures de chemin de fer dans les années 1960 et 1970 au cours de la période de turbulence du chantier naval. Les wagons ont été construits pour la plupart sous contrat ou sous licence d'autres constructeurs ou en tant que projets conjoints.
| 1963-1967 | Construction des voitures de métro MR-63 pour le métro de Montréal qui a été inauguré en 1966. Les voitures étaient basées sur les voitures GEC Alsthom MP 59 du métro de Paris. Les voitures seront mises à la retraite en 2016-2018.                                                                   |
| 1969      | Construction de wagons à deux niveaux, une variante des Pullman Gallery Car (en) pour le service de banlieue de Montréal du Canadien Pacifique. Plus tard, ces wagons furent reclassifiés comme les wagons de la série AMT 900. Ils ont été rénovés au début des années 2000 et sont maintenant retirés. |
| 1972-1977 | Construction d'habitacles de wagon M2 (railcar) de General Electric pour la Metropolitan Transportation Authority de New York et le Connecticut Department of Transportation (en). |
| 1979      | Construction sous licence de wagons PATCO II pour la Budd Company pour la Delaware River Port Authority. |